# Протоколи на Ционските мъдреци
„Протоколи на Сионските мъдреци“ (срещано и като „Протоколи на Ционските мъдреци“) е антисемитска мистификация, описваща еврейски план за глобално господство.
Публикувана е за първи път в Русия през 1903 г., преведена е на множество езици и разпространена по света през първата половина на XX век. Известният с антисемитските си възгледи автомобилостроител Хенри Форд финансира отпечатването на 500 000 броя, разпространени в САЩ през 20-те години на XX век.
Нацистите публикуват текста и го представят като фактически верен документ, макар да е изобличен като мошеничество още през 1921 г. от лондонския вестник „Таймс“. Историкът Норман Кон предполага, че Протоколите са основата, на която Хитлер започва Холокоста – неговото „разрешително за геноцид“.
Протоколите претендират да протоколират части от тайна среща на еврейските водачи от края на XIX век, на която те обсъждат целта си за световна еврейска хегемония посредством събаряне на моралните устои на неевреите, контрол над печата и световната икономика – по т.нар. Базелска програма. Тази концепция по-сетне заляга в конспиративните теории за Новия световен ред, Планът Моргентау и Планът „Дълес“.
Днес текстовете на документа все още се разпространяват активно и често се представят и възприемат като автентичен документ, независимо от това, че са доказано фалшиви.

## История
Тезисите и планът, разработен от него, според царската тайна полиция, са четени в тайно заседание на Първия световен ционистки конгрес, провел се в Базел, Швейцария, в 1897 година. През 1905 г. руската царска тайна полиция в лицето на Сергей Нилус отпечатва протоколите. През 1911 и 1917 г. те отново са издадени на руски език. През 1906 излизат в Англия, а впоследствие и в останалите страни. Царската тайна полиция твърди, че се сдобива с протоколите посредством агитационен материал издаден по тях на френски език, предназначен за конгреса в Базел. Самите протоколи били изготвени на староеврейски език.
Изнесеното с книгата се превръща в силно идеологическо оръжие на националсоциализма по време на Третия Райх.
Протоколите на Сионските мъдреци са издавани в България три пъти – веднъж през 1943 и два пъти в началото на XXI век.

## Плагиатство
В поредица от статии на английския журналист Филип Грейвс, публикувани под заглавие „Литературна фалшификация“, редакторите на The Times пишат "Нашият кореспондент в Константинопол представя за пръв път убедително доказателство, че документът е преди всичко нескопосано плагиатство. Той ни изпрати копие от френската книга, от която е изплагиатстван текстът. В същата година в САЩ е публикувана цяла книга от Херман Бернстайн, документираща измамата.
Книгата, за която става дума, е на Морис Жоли срещу Наполеон III, публикувана през 1864 в Брюксел – „Диалог в Ада между Макиавели и Монтескьо“.

## Издания на български
- Гинзберг, Ашер Ис. (1943). Протоколи на Сионските мъдреци. София: „Полиграфия“. Превод: Н. Рашков.
- Гинзберг, Ашер Ис. (2003). Протоколи на Сионските мъдреци. София: „Хелиопол“. ISBN 954-578-132-7. Превод: Н. Рашков.
- Гинзберг, Ашер Ис. (2013). Протоколи на Сионските мъдреци (Фототипно издание). София: „Симелпрес“ (ЕТ „Симел-Симеон Димитров“). ISBN 978-954-2918-78-3. Превод: Н. Рашков.